# Elisabeth van Luxemburg (1409-1442)
Elisabeth van Luxemburg (Praag, 28 februari 1409 – Győr, 19 december 1442) was van 1422 tot 1439 hertogin-gemalin van Oostenrijk, van 1437 tot 1439 koningin-gemalin van Hongarije en van 1438 tot 1439 Rooms-Duits koningin en koningin-gemalin van Bohemen. Ze behoorde tot het huis Luxemburg, maar omdat zij er de enige nazaat van was en vrouw, was er geen opvolging en stierf het huis met de dood van haar vader uit.

## Levensloop
Elisabeth was de dochter van keizer Sigismund van Luxemburg van het Heilige Roomse Rijk en diens tweede echtgenote Barbara van Celje. 
Op 7 oktober 1411 werd ze amper tweejarige leeftijd door haar vader verloofd met hertog Albrecht V van Oostenrijk uit het Huis Habsburg. Haar ouders hadden heftige ruzies met elkaar en rond 1419 moest Elisabeth samen met haar moeder lange tijd verbannen in de Oost-Hongaarse Poesta leven. Elisabeth was als het enige overlevende kind van Sigismund echter de presumptieve erfgename van haar vader. Op 19 april 1422 huwde ze in Wenen met haar verloofde. 
In 1423 verklaarde Sigismund dat zijn schoonzoon Albrecht V zijn erfgenaam zou worden en gaf hij hem de administratie over het markgraafschap Moravië. Na het overlijden van Sigismund in november 1437 volgde Albrecht hem op als Rooms-Duits koning, koning van Hongarije en koning van Bohemen. Het echtpaar resideerde in Bratislava, waar Elisabeth ook politiek actief was.
In oktober 1439 overleed haar echtgenoot toen Elisabeth vijf maanden zwanger was. Albrecht had in zijn testament vermeld dat als het ongeboren kind een zoon zou zijn, hem dan zou opvolgen als hertog van Oostenrijk, koning van Bohemen en koning van Hongarije onder het regentschap van hertog Frederik V van Oostenrijk. De energieke Elisabeth nam echter zelf het regentschap van Hongarije over. Vele Hongaarse magnaten vonden echter dat Hongarije een sterkere regent nodig had wegens het gevaar dat van het Ottomaanse Rijk uitging en probeerden de 30-jarige Elisabeth in januari 1440 te dwingen om zich te verloven met de vijftien jaar jongere koning Wladislaus III van Polen. Elisabeth, die ervan overtuigd was dat ze een zoon zou baren, wees de huwelijksplannen echter af en om te verhinderen dat er een nieuwe koningsverkiezing zou komen voor de geboorte van haar kind, liet ze de Stefanskroon stelen. 
Op 22 februari 1440 beviel Elisabeth van een zoon, die de naam Ladislaus Posthumus kreeg. Desondanks verkozen de tegenstanders van Elisabeth op 8 maart 1440 koning Wladislaus III van Polen tot koning van Hongarije. Elisabeth begaf zich vervolgens met haar zoon naar Székesfehérvár en liet hem er op 15 mei 1440 tot Hongaars koning kronen door de aartsbisschop van Esztergom. Op 15 juli 1440 werd Wladislaus III van Polen in Székesfehérvár ook tot koning van Hongarije gekroond, maar dan wel zonder de Stefanskroon. 
In de naloop van deze gebeurtenissen ontstond een jarenlange burgeroorlog in Hongarije. Door de oorlogskosten werd Elisabeth geconfronteerd met geldproblemen. Ook in Bohemen werd de erfopvolging Ladislaus Posthumus betwist door de sterke utraquistenpartij. Aanvankelijk verzette Elisabeth zich tegen het testament van haar echtgenoot en verkoos ze hertog Albrecht VI van Oostenrijk als de regent voor haar zoon, maar na de kroning van Wladislaus III besloot ze het testament te aanvaarden en Frederik V, die inmiddels Rooms-Duits koning was geworden, aan te stellen als regent. Ook verpandde ze de Stefanskroon voor 2500 dukaten aan Frederik en wierf ze met geld soldaten aan voor de strijd tegen Wladislaus III. Elisabeth werd in de burgeroorlog gesteund door graaf Ulrich II van Celje, Boheemse soldaten onder het commando van edelman Jan Giskra van Brandeis en Duitse burgers in de Opper-Hongaarse steden. Op 13 april 1441 kwamen de graven van Celje echter tot een vergelijk met Wladislaus III en in eerste linie zette vooral Giskra de strijd voor Elisabeth voort.
In de zomer van 1442 bemiddelde kardinaal Giuliano Cesarini in opdracht van paus Pius IV tussen beide partijen om het bloedvergieten te beëindigen en een geconcentreerde afweer tegen de Ottomanen mogelijk te maken. In november 1442 ontmoetten Elisabeth en Wladislaus III elkaar in Győr, waar ze een overeenkomst konden bereiken. Drie dagen na het vertrek van Wladislaus III stierf Elisabeth op 33-jarige leeftijd, waarna ze werd bijgezet in de basiliek van Székesfehérvár. Omdat ze zo plots kwam te overlijden, deed het gerucht de ronde dat Wladislaus III haar had vergiftigd.

## Nakomelingen
Elisabeth en haar echtgenoot Albrecht kregen vier kinderen:
- Anna (1432-1462), huwde in 1446 met hertog Willem III van Saksen
- George (1435-1435)
- Elisabeth (1436-1505), huwde in 1454 met koning Casimir IV van Polen
- Ladislaus Posthumus (1440-1457), koning van Bohemen en Hongarije